# Absolue continuité
Pour les articles homonymes, voir Absolu.
En mathématiques, et plus précisément en analyse, on définit, pour des fonctions définies sur un intervalle borné, la notion de fonction absolument continue, un peu plus forte que la notion de fonction uniformément continue, et garantissant de bonnes propriétés d'intégration ; on lui associe d'ailleurs la notion de  mesure absolument continue.

## Fonction absolument continue

### Motivation
Le premier théorème fondamental de l'analyse a pour conséquence que toute fonction continue f sur un intervalle réel est égale à la dérivée de sa fonction intégrale F (au sens de Riemann) définie par {\displaystyle F(x)=\int _{a}^{x}f(t)\,\mathrm {d} t}. Dans le cadre plus général de l'intégrale de Lebesgue, une fonction L1 est égale presque partout à la dérivée de son intégrale.
Par contre, une fonction F continue et presque partout dérivable peut ne pas être égale à l'intégrale de sa dérivée, même si cette dérivée est L1. Considérons par exemple l'escalier de Cantor ou la fonction de Minkowski : ces deux fonctions sont presque partout dérivables, de dérivée presque partout nulle ; donc l'intégrale de leur dérivée est nulle. Ce phénomène était bien connu dans le cas de fonctions discontinues (les fonctions indicatrices par exemple) mais moins intuitif dans le cas continu, ce qui a conduit à la notion de continuité absolue : une fonction absolument continue est continue et de plus égale à l'intégrale de sa dérivée.

### Définition
Soit I un intervalle réel. On dit qu'une fonction F : I → ℝ est absolument continue si, pour tout réel ε > 0, il existe un δ > 0 tel que, pour toute suite finie {\displaystyle ([a_{n},b_{n}])_{n\leq N}} de sous-intervalles de I d'intérieurs disjoints,
{\displaystyle \sum _{n\geq 0}{(b_{n}-a_{n})}<\delta \Rightarrow \sum _{n\geq 0}{|F(a_{n})-F(b_{n})|}<\varepsilon .}
Pour une fonction de plusieurs variables, il existe diverses notions de continuité absolue.

### Propriétés
- F est absolument continue sur [a, b] si et seulement s'il existe une fonction f intégrable sur [a, b] (au sens de Lebesgue) telle que pour tout x ∈ [a, b],{\displaystyle F(x)-F(a)=\int _{a}^{x}{f(t)\,\mathrm {d} t}.}
- L'ensemble des fonctions absolument continues sur [a, b] est égal à l'espace de Sobolev W1,1(]a, b[).
- D'après le second théorème fondamental de l'analyse, si (sur [a, b]) F est dérivable partout et de dérivée intégrable, alors F est absolument continue.
- Si F est absolument continue sur [a, b] alors :
  - elle est continue ;
  - elle est à variation bornée (donc dérivable presque partout) ;
  - elle possède la propriété N de Luzin : l'image par F de tout ensemble de mesure nulle (pour la mesure de Lebesgue) est de mesure nulle.
- Réciproquement, si F est continue, à variation bornée et possède la propriété N de Luzin, alors elle est absolument continue (théorème de Banach-Zarecki[2]).
- Le produit de deux fonctions absolument continues sur [a, b] est une fonction absolument continue[3].

### Exemples etcontre-exemples
Toute fonction lipschitzienne sur [a, b] est absolument continue.
La fonction continue qui a pour graphe l'escalier du diable n'est pas absolument continue : l'image de l'ensemble de Cantor, qui est de mesure nulle, est [0,1] tout entier.
La fonction point d'interrogation n'est pas non plus absolument continue puisque de dérivée nulle presque partout. On peut également démontrer qu'elle envoie un ensemble de mesure 0 sur un ensemble de mesure 1.

## Mesure absolument continue
Soient μ et ν deux mesures complexes sur un espace mesurable {\displaystyle (X,{\mathcal {A}})}.
On dit que ν est absolument continue par rapport à μ si pour tout ensemble mesurable A :
ce que l'on note {\displaystyle \nu \ll \mu }.
Le théorème de Radon-Nikodym donne une autre caractérisation dans le cas où μ est positive et σ-finie, et ν est complexe et σ-finie : il existe alors f une fonction mesurable telle que dν=f dμ. La fonction f est appelée densité de la mesure ν par rapport à la mesure μ.

## Lien entre fonction réelle absolument continue et mesure absolument continue
Une fonction F est localement absolument continue si et seulement si sa distribution dérivée est une mesure absolument continue par rapport à la mesure de Lebesgue. 
Par exemple, une mesure μ bornée sur l'ensemble des boréliens de la droite réelle est absolument continue par rapport à la mesure de Lebesgue si et seulement si la fonction de répartition associée
est localement une fonction absolument continue.